# Le Bocasse
Le Bocasse è un comune francese di 655 abitanti situato nel dipartimento della Senna Marittima nella regione della Normandia.

## Storia

### Simboli
Il due leopardi d'oro in campo rosso sono ripresi dalla bandiera normanna.

## Società

### Evoluzione demografica
Abitanti censiti